# 塞爾維亞飲食

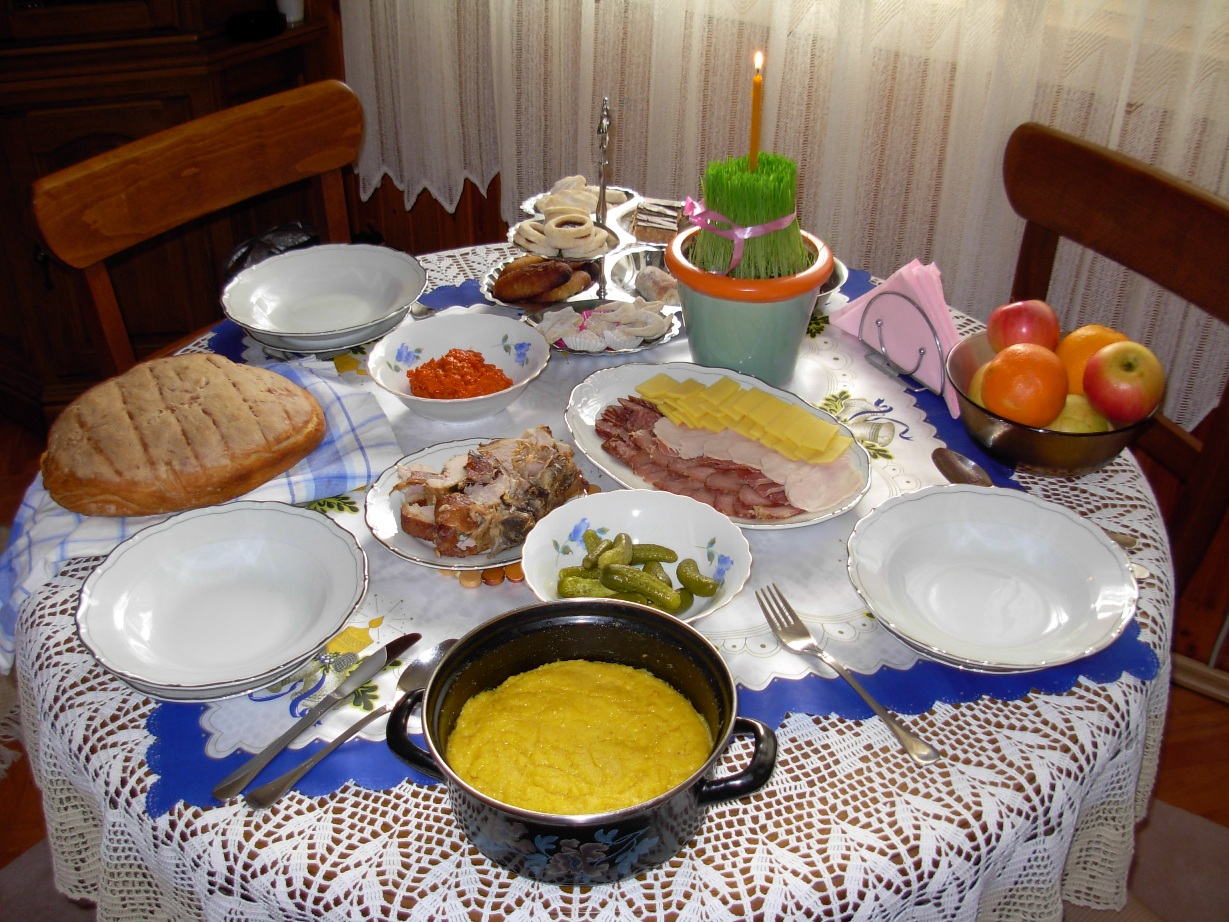
典型的塞爾維亞菜

塞爾維亞飲食十分獨特，融合了巴爾幹飲食（特別是前南斯拉夫地區）、地中海飲食（特別是希臘）、土耳其飲食、中歐飲食（特別是奧地利飲食和匈牙利飲食）的特徵。
塞爾維亞飲食包含了來自前南斯拉夫各地的元素。鄂圖曼帝國的統治使得塞爾維亞飲食受到了東方的影響，一些最傳統的塞爾維亞飲食和土耳其及希臘有著相同的淵源。而奧匈帝國的統治也豐富了塞爾維亞飲食，特別是在甜點方面。
現在塞爾維亞僑民將塞爾維亞飲食普及至世界各地。

## 簡介
大多數塞爾維亞人飲食都是比較簡單，一般有香腸、酸菜、烤肉、火腿、餡餅等等，佐以果仁、蜜糖、果醬等調味料。麵包是主食， 一如其他歐洲國家；而乾酪、酸奶亦應用得較多。
由於巴爾幹半島發展較滯後，飲食方面一般較為樸素簡單。

## 代表食品

### 前菜
- 漁夫湯
- 匈牙利湯

### 主菜
- 普列卡維察
- 切瓦皮
- 白菜卷

### 點心
- 果仁蜜餅

### 酒類
- 拉基亞

## 圖片

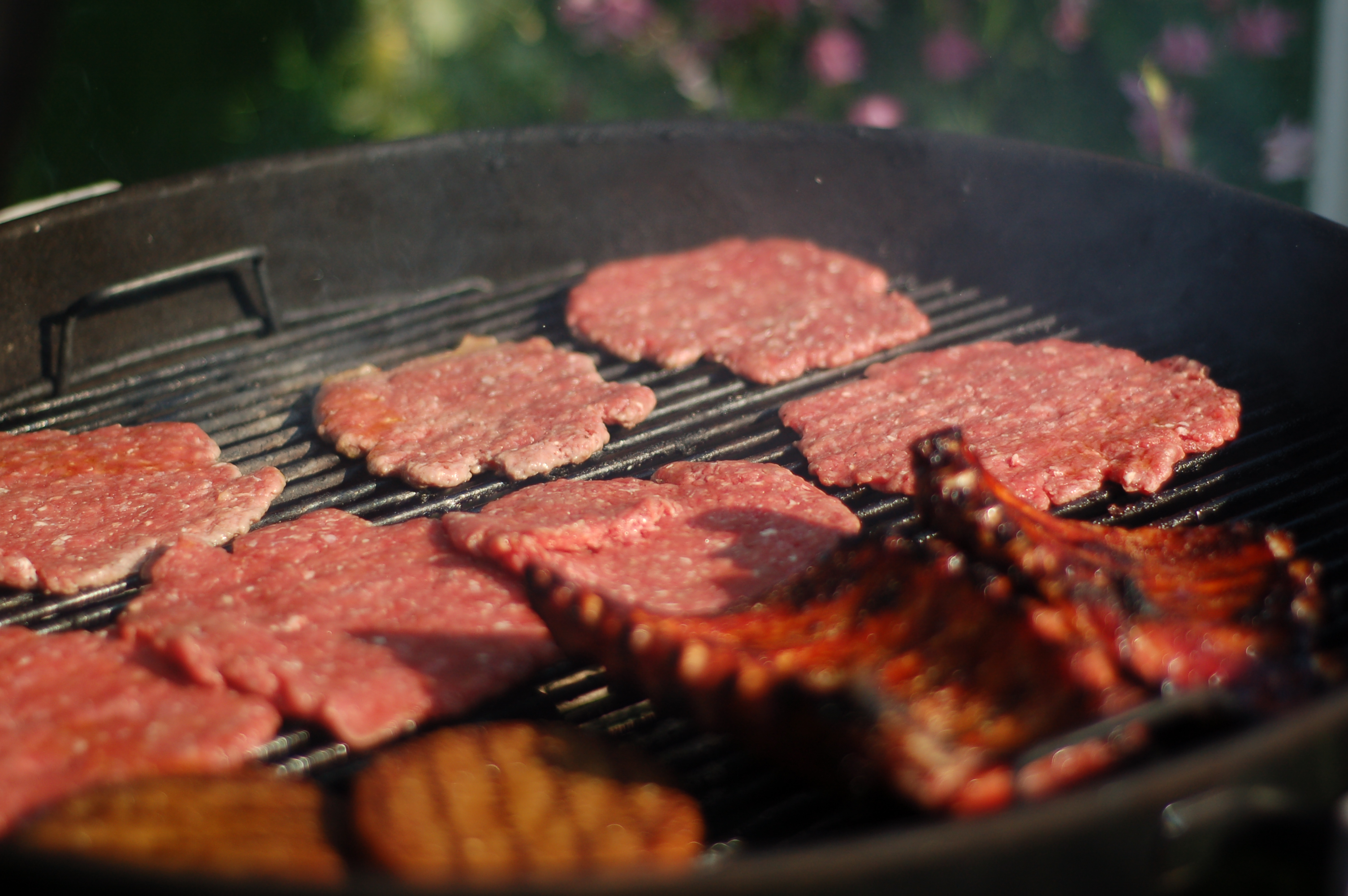
普列卡維察
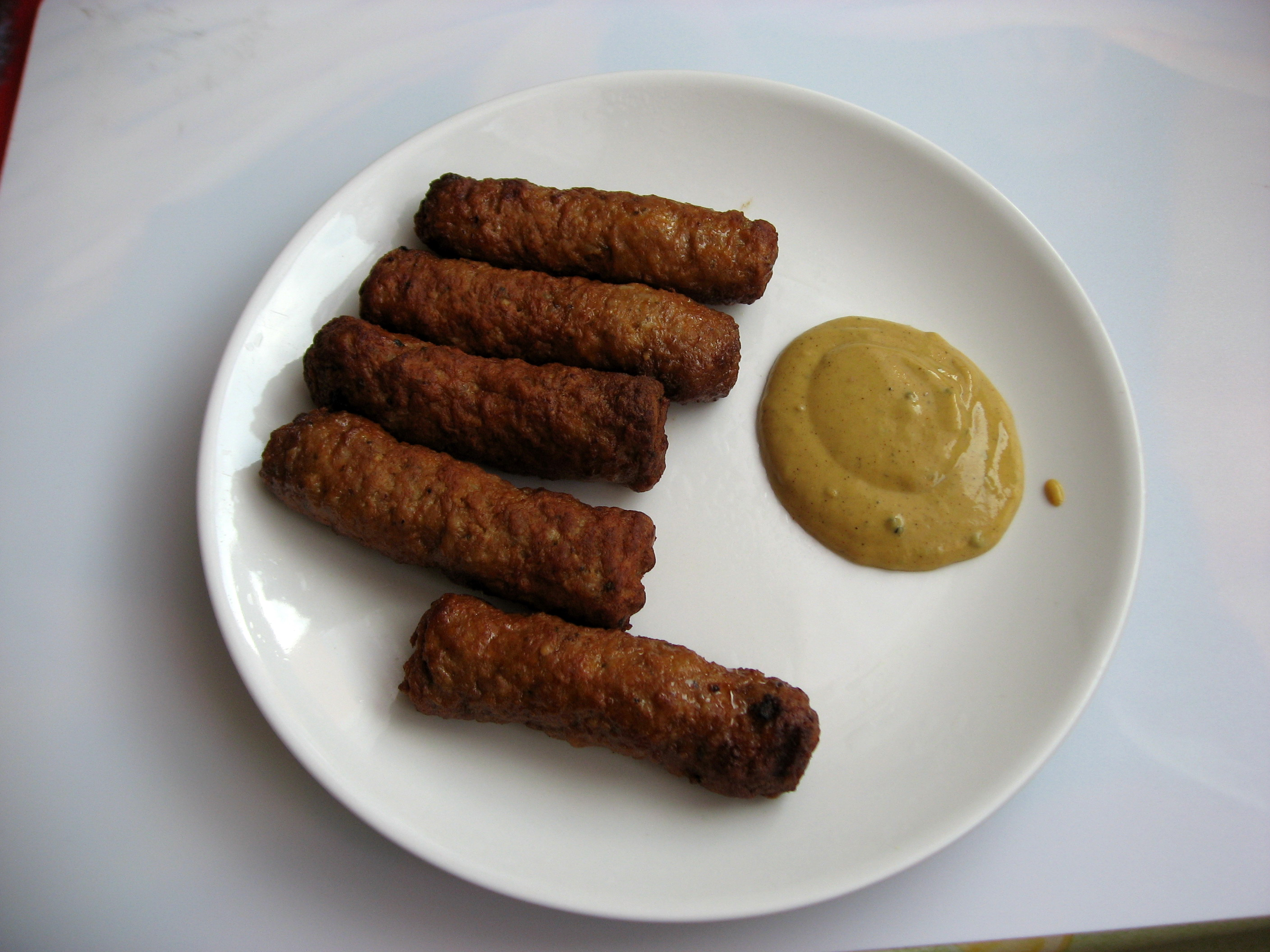
切瓦皮
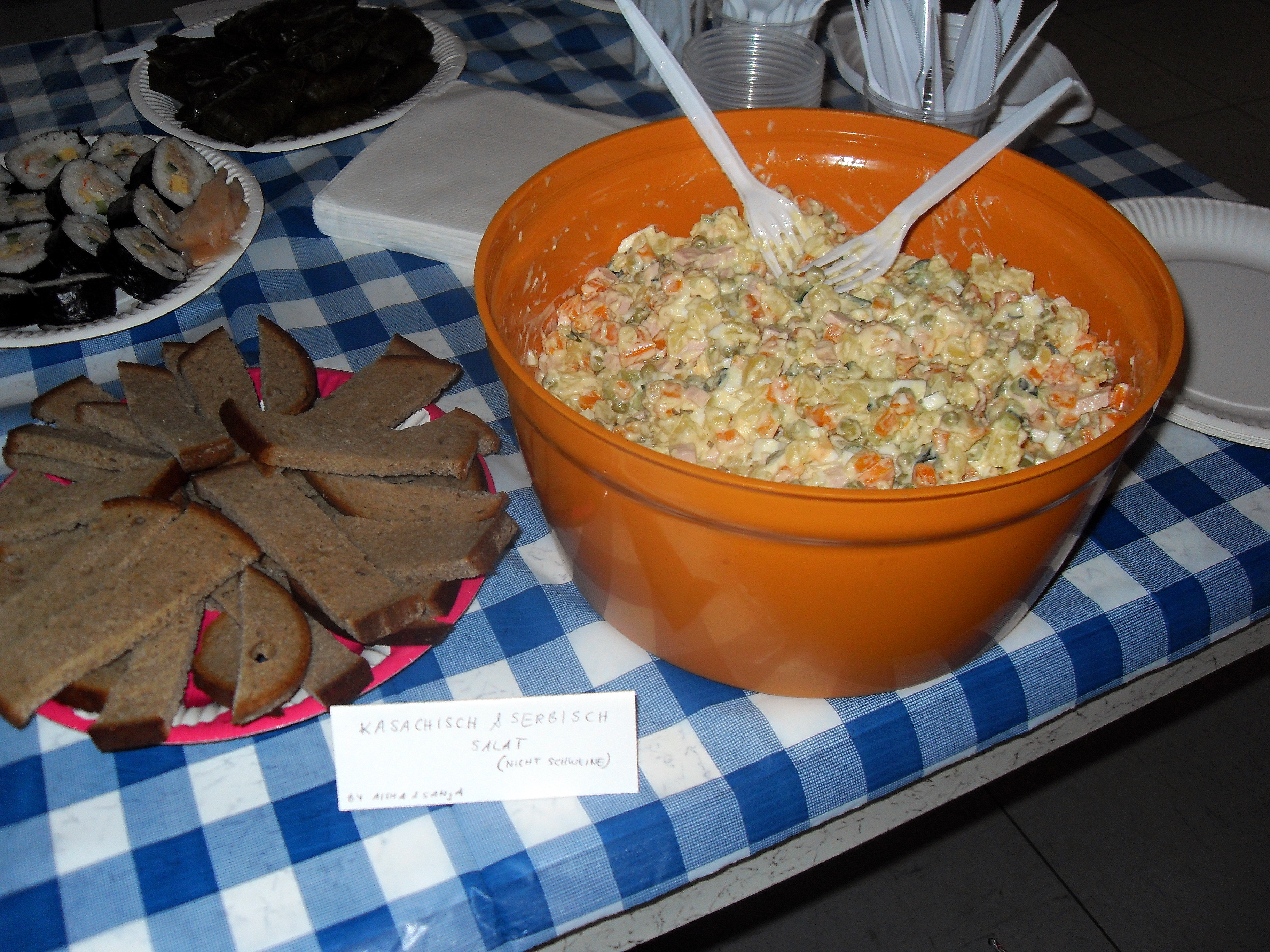
塞爾維亞色拉